# Brian Doyle
Brian Doyle (Ottawa, 12 augustus 1935) is een Canadees schrijver van kinderboeken.

## Leven
Doyle was eerst leraar en daarna journalist voor hij begon te schrijven, hoewel hij al vroeg wist dat hij graag verhalen schreef.

## Werk
Als twintiger schreef hij kortverhalen voor magazines. Pas later begon hij aan jeugdboeken. Ze werden een groot succes in Canada. Een terugkerend thema in zijn boeken is Canada tijdens de jaren 1940 en 1950. De omgeving speelt dan ook een heel belangrijke rol in zijn werk. Hij werd genomineerd voor de Hans Christian Andersenprijs in 1998. Die heeft hij niet gewonnen, maar hij kreeg wel een speciale vermelding. In eigen land is zijn werk vaak bekroond.

## Bekroningen
- 2001: Boekenwelp voor Dikkie Zoetman tegen Canneloni[1]

- Bibliothèque nationale de France: cb14491190k (data)
- Gemeinsame Normdatei: 124619258
- International Standard Name Identifier: 0000 0000 7366 1628
- Library of Congress Control Number: no2015013360
- Nederlandse Thesaurus van Auteursnamen: 074139940
- Virtual International Authority File: 42069431
- WorldCat: E39PBJqfFD3W8TbvjXDj3xbyBP